# .i2p
.i2p es un pseudodominio de nivel superior válido dentro de la red superpuesta I2P. Para resolver URLs con este pseudodominio el navegador se pone en contacto con el EepProxy. EepProxy es un programa que funciona como un proxy entre el navegador y un servicio web en i2p (eepsite), resolviendo los nombres y manejando las transferencias de datos sobre la red I2P. Todo el proceso permanece transparente al navegador.

## WWW a .i2p proxies
Los proxies dentro de la red I2P permiten acceder de manera dinámica a servicios a través de la red i2p. Hay que tener en cuenta que al usar un proxy para acceder a sitios .i2p, el operador del proxy puede espiar el tráfico y la IP origen. 
El proxy de este tipo más común es "i2p.xyz". Si quieres acceder a "echelon.i2p" entonces hay que acceder a "echelon.i2p.xyz"